# Telbin
Der Telbin (ukrainisch Тельбін oder Telbyn Тельбин) ist ein See in der ukrainischen Hauptstadt Kiew. Er liegt auf dem linken Ufer des Dnepr in der Mitte des Wohngebietes Beresnjaky im heutigen Stadtbezirk Rajon Dnipro.

## Geschichte
Die Herkunft des Namens des Sees ist unbekannt, vermutlich ist er aber nicht slawischen Ursprungs. Erstmals wird er unter seinem heutigen Namen 1694 in einer Urkunde der Zaren Iwan V. und Peter der Große erwähnt.
Beim Bau der Kiew-Kursker-Eisenbahn wurde 1870 ein Damm durch die Mitte des Sees gebaut und er damit in zwei Hälften geteilt. Der südliche Teil erhielt ursprünglich den Namen Lwower Telbyn, ist aber mittlerweile größtenteils verlandet. Ursprünglich mit dem Dnepr verbunden, wurde mit dem Bau des Wohngebietes Beresnjaky die Verbindung getrennt.
Am See leben Wildenten, im See Welse.

## Kulturelle Bedeutung

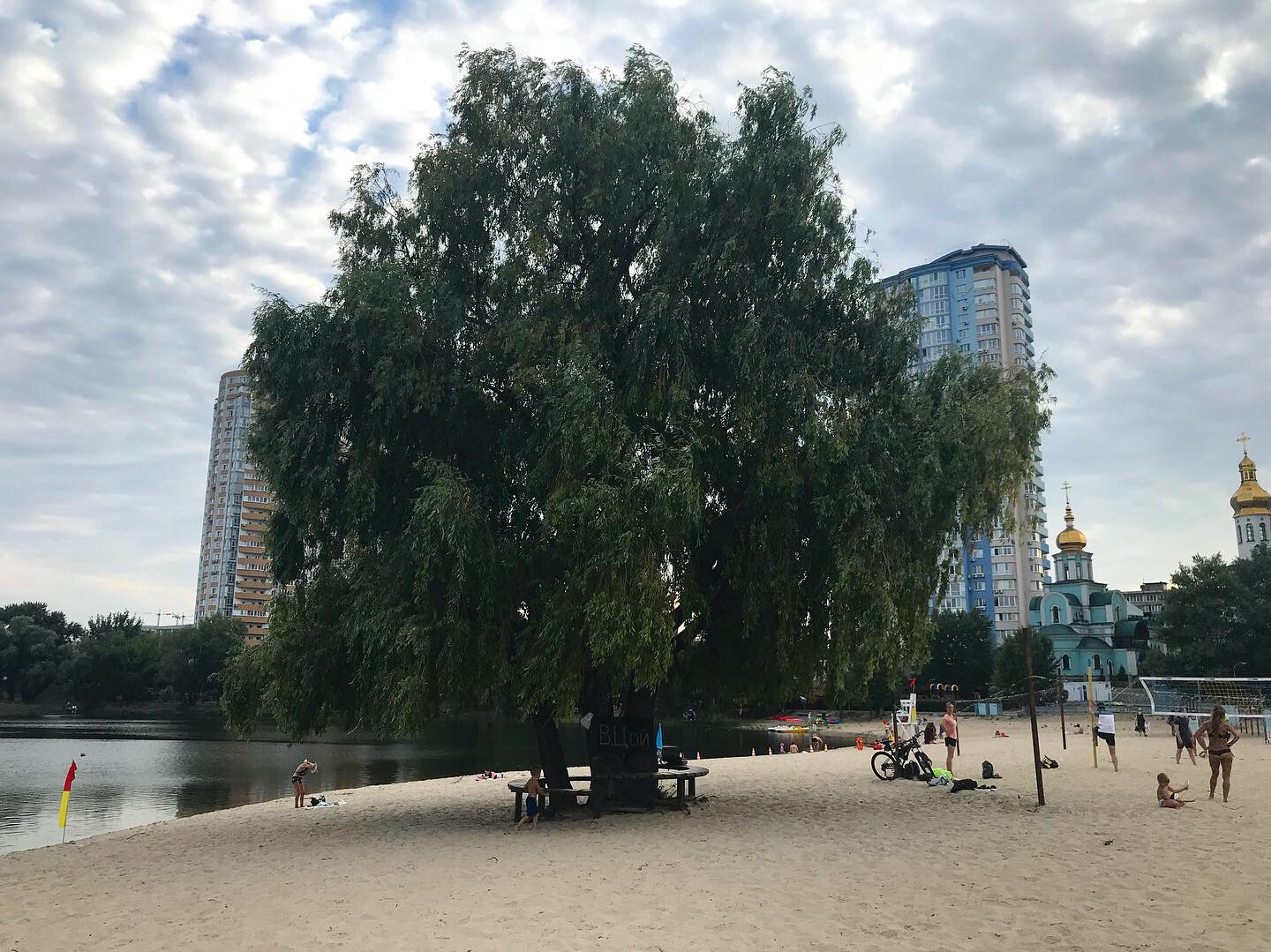
Wiktor-Zoi-Weide am Telbin

Am See wurde im Sommer 1986 der Kurzfilm Konez kanikul (russisch Конец каникул) des sowjetischen Regisseurs Sergej Lysenko aufgenommen. Der Film war die Diplomarbeit der Regisseurs. Bekannt wurde er durch die Auftritte der Gruppe Kino des Sängers Wiktor Zoi. Der Film war der Ausgangspunkt für die Popularität der Band und steht am Anfang der stürmischen Entwicklung der sowjetischen Rockmusik der zweiten Hälfte der 1980er Jahre, als diese aus dem Untergrund drängte. Der Platz genießt heute immer noch Kultstatus. Eine der Weiden, die den See säumen, wurde Wiktor-Zoi-Weide genannt und erhielt im Februar 2020 den Status eines botanischen Naturdenkmals lokaler Bedeutung.